# Athyrma javanica
Athyrma javanica är en fjärilsart som beskrevs av Walter Karl Johann Roepke 1938. Athyrma javanica ingår i släktet Athyrma och familjen nattflyn. Inga underarter finns listade i Catalogue of Life.